# Білокамінка
Білокамінка (до 2008 року — селище Білокам'янка) — село в Україні, в Овруцькій міській територіальній громаді Коростенського району Житомирської області.Кількість населення становить 136 осіб (2001).

## Населення
Відповідно до результатів перепису населення СРСР, кількість населення, станом на 12 січня 1989 року, становила 216 осіб.
За даними перепису 2001 року населення села становило 188 осіб, з них 98,94 % зазначили рідною українську мову, 0,53 % — російську, а 0,53 % — іншу.

## Історія
Збудоване як поселення Гошівського заводу будівельних матеріалів. 30 вересня 1987 року, відповідно до рішення Президії Верховної ради Української РСР «Про присвоєння найменувань новозбудованим населеним пунктам Житомирської області», віднесене до категорії селищ з присвоєнням назви Білокам'янка. Взяте на облік рішенням Житомирської обласної ради від 27 жовтня 1987 року, з підпорядкуванням Ігнатпільській сільській раді Овруцького району.
23 липня 1991 року, відповідно до постанови Кабінету Міністрів Української РСР № 106 «Про організацію виконання постанов Верховної Ради Української РСР…», село віднесене до зони гарантованого добровільного відселення (третя зона) внаслідок аварії на Чорнобильській АЕС.
23 квітня 2008 року Житомирська обласна рада віднесла населений пункт до категорії сіл з уточненням назви на Білокамінка.
12 червня 2020 року, відповідно до розпорядження Кабінету Міністрів України № 711-р «Про визначення адміністративних центрів та затвердження територій територіальних громад Житомирської області», територію та населені пункти Ігнатпільської сільської ради включено до складу Овруцької міської територіальної громади Коростенського району Житомирської області.